# Brejo do Cruz
Brejo do Cruz is een gemeente in de Braziliaanse deelstaat Paraíba. De gemeente telt 12.852 inwoners (schatting 2009).